# 韋特巴赫河 (陶伯河支流)
49°21′0.65″N 10°12′4.68″E / 49.3501806°N 10.2013000°E
韋特巴赫河是德國的河流，位於該國東南部，由巴伐利亞負責管轄，屬於陶伯河的左支流，河道全長5.7公里，流域面積5.2平方公里，河口處在蓋布薩特爾。